# Sharon Walraven
Sharon Walraven (Schaesberg, 19 juni 1970) is een Nederlands rolstoeltennisspeelster, zowel in het enkel- als in het dubbelspel.
Walraven is al van jongs af aan actief aan het sporten en heeft jarenlang aan marathonschaatsen, wielrennen, windsurfen gedaan. Ook was ze al in haar jeugd aan het tennissen. Walraven zit in een rolstoel door een dwarslaesie die ze op haar 23e opliep nadat ze viel op de schaatsbaan en er complicaties optraden in het ziekenhuis. Walraven kon het sporten niet missen en begon al in het revalidatiecentrum weer actief met tennissen maar dan vanuit een rolstoel.
Walraven haalde tijdens de Paralympische Zomerspelen 2000 te Sydney zilver in het enkelspel. Het jaar 2004 is een zwarte bladzijde in het sportleven van Sharon Walraven: een plotseling probleem met haar hart maakte een spoedoperatie in Australië noodzakelijk. Ze leek net op tijd hersteld te zijn voor de Paralympische Spelen van dat jaar maar net voor de spelen tijdens een trainingskamp sloeg het noodlot weer toe en was een tweede hartoperatie nodig. Op het moment dat de hele wereld de openingsceremonie voor de Olympische spelen in Athene meemaakte, lag Walraven op de operatietafel. Met de Paralympische Zomerspelen 2008 te Peking was ze er weer bij en werd ze samen met Korie Homan paralympisch kampioen in het damesdubbelspel. In februari 2005 werd ze kampioen in het enkelspel op het Australian Open. In 2010 bereikte zij de finale van Roland Garros, waar zij in de finale verloor van Esther Vergeer.
Walraven is in het dagelijks leven werkzaam als ergotherapeute.

## Erelijst
- Sydney 2000 – zilver (damesenkelspel)
- Beijing 2008 – goud (damesdubbelspel) samen met Korie Homan